# Jiří Zdeněk Novák
Jiří Zdeněk Novák (* 14. Oktober 1912 in Prag; † 3. September 2001 ebenda) war ein tschechischer Schriftsteller, Drehbuchautor und Übersetzer.

## Leben
Jiří Zdeněk Novák besuchte ab 1923 das Realgymnasium in Prag und studierte ab 1931 an der Karls-Universität Rechtswissenschaften. Nach dem Abschluss der Promotion im Jahr 1937 arbeitete er ab dem folgenden Jahr als Lektor beim Verlag Melantrich. Zum Ende des Zweiten Weltkriegs war er Angestellter in einer Schuhfabrik in Köln. Im Jahr 1945 wurde er Dramaturg und Drehbuchautor des tschechoslowakischen Staatsfilms in den Filmstudios Barrandov. Nach seiner Entlassung im Jahr 1952 war er hauptsächlich als Übersetzer (Englisch, Französisch) und als Drehbuchautor tätig. Außerdem schrieb er verschiedene Theater-, Hörfunk- und Fernsehstücke.

## Filmografie (Auswahl)
- Helden schweigen (1946) – Drehbuch, Thema
- Alena (1947) – Drehbuch
- Der Torwart wohnt in unserer Straße (1958) – Drehbuch
- Das Märchen vom Bären Ondrej (1959) – Idee, Drehbuch
- Wie er lernte, Franta zu fürchten (1959) – Idee, Drehbuch
- Vom Häschen, das auf dem Eis schlittern wollte (1960) – Idee

## Bibliografie (Auswahl)
- Die lustige Grille (1967)
- Vom Häschen, das auf dem Eis schlittern wollte (1965)
- Die merkwürdigen Abenteuer der Knaben Edudant und Franzimor: Märchenkomödie in 15 Bildern (1967)